# Linha Tagansko-Krasnopresnenskaia (metro de Moscovo)

Linha Tagansko-Krasnopresnenskaia

A linha Tagansko-Krasnopresnenskaia (em russo:  Таганско-Краснопресненская), por vezes referida como linha 7, é uma das linhas do metro de Moscovo, na Rússia.
Foi inaugurada em 31 de dezembro de 1966 (58 anos) e circula entre as estações de Planiornaia e Vykhino. Tem ao todo 22 estações.